# Moskva ne verjame solzam
Moskva ne verjame solzam (rusko Москва слезам не верит, latinizirano: Moskva slezam ne verit) je sovjetski romantično dramski film iz leta 1980, ki ga je posnel studio Mosfilm. Režiral ga je Vladimir Menšov po scenariju Valentina Černiha, v glavnih vlogah pa nastopajo Vera Alentova, Irina Muravjova, Raisa Rjazanova in Aleksej Batalov. Zgodba prikazuje življenje treh prijateljic Katerine (Alentova), Ljudmile (Muravjova) in Antonine (Rjazanova), ki se vse preselijo v Moskvo iz manjših krajev, posebej njihove sanje, želje, ljubezni, razočaranja, kariere in pozno veliko ljubezen.  
Film je bil premierno predvajan 11. februarja 1980 in je naletel na dobre ocene kritikov. Na 53. podelitvi je bil kot drugi sovjetski film nagrajen z oskarjem za najboljši tujejezični film, kot prvi je pet let prej nagrado osvojil film Dersu Uzala Akire Kurosave. Na 30. mednarodnem filmskem festivalu v Berlinu je bil nominiran za zlatega medveda. Po težavah pri iskanju igralke za vlogo Katerine, ki jo je zavrnilo večje število znanih igralk, jo je odigrala režiserjeva žena Alentova, ki je bila po anketi revije Soviet Screen izbrana za najboljšo sovjetsko igralko leta, film pa je leta 1981 prejel državno nagrado Sovjetske zveze. Ameriški predsednik Ronald Reagan si je film večkrat ogledal pred sestankom s sovjetskim predsednikom Mihailom Gorbačovom, ker naj bi mu pomagal razumeti »rusko dušo«.

## Vloge
- Vera Alentova kot Katerina Tihomirova
- Irina Muravjova kot Ljudmila Sviridova
- Raisa Rjazanova kot Antonina Bujanova
- Aleksej Batalov kot Goša
- Aleksander Fatjušin kot Sergej Gurin
- Boris Smorčkov kot Nikolaj
- Viktor Uralski kot Nikolajev oče
- Valentina Ušakova kot Nikolajeva mati
- Jurij Vasiljev kot Rodion Račkov
- Jevgenija Hanajeva kot Rodionova mati
- Lija Ahedžakova kot Olga Pavlovna
- Zoja Fjodorova kot varnostnica
- Natalija Vavilova kot Aleksandra
- Oleg Tabakov kot Vladimir
- Vladimir Basov kot Anton Kruglov